# Nick Jackson
Nicholas Massie, znany bardziej jako Nick Jackson (ur. 28 lipca 1989 w Hesperii) – amerykański wrestler.
Występował w Total Nonstop Action Wrestling pod pseudonimem Jeremy Buck Wraz z Maxem Buckiem tworzył tag Team Generation Me, który rozpadł się po walce z Suicide’em i Brianem Kendrickiem.
Od stycznia 2019 jest wiceprezesem wykonawczym w All Elite Wrestling.

## Osiągnięcia
- Total Nonstop Action Wrestling
- TNA World Tag Team Championship
- TNA X Division Championship